# Geastrum welwitschii
A Geastrum welwitschii é uma espécie de fungo da família Geastraceae que inclui as espécies "estrelas da terra". Coletada pela primeira vez na Espanha em meados do século XIX, o fungo é distribuído na Europa, na América do Norte e nas Bermudas.
Quando jovens e não abertos, os basidiomas se assemelham a pequenas esferas no solo. À medida que amadurece, a espessa camada externa de tecido coriáceo (o perídio) se divide em forma de estrela para formar vários braços carnudos, que se curvam para baixo para revelar o saco de esporos interno que contém o tecido fértil conhecido como gleba. O saco de esporos tem uma abertura estreita e sulcada na parte superior, por onde os esporos são liberados. Totalmente expandidos, os basidiomas têm até 35 mm de largura e 58 mm de altura.

## Taxonomia
O fungo foi coletado pela primeira vez na Espanha pelo explorador e botânico austríaco Friedrich Welwitsch. O micologista britânico Miles Joseph Berkeley obteve os espécimes e pensou que fossem Geastrum fimbriatum. Ele enviou um espécime para o micologista francês Camille Montagne em 1856, que o nomeou Geaster welwitschii (Geaster é uma variante ortográfica de Geastrum). Patricio Ponce de León, em sua monografia mundial de Geastrum de 1968, considerou a espécie uma variedade fornicada de G. javanicum e a descreveu como Geastrum javanicum var. welwitschii; que atualmente é um sinônimo.

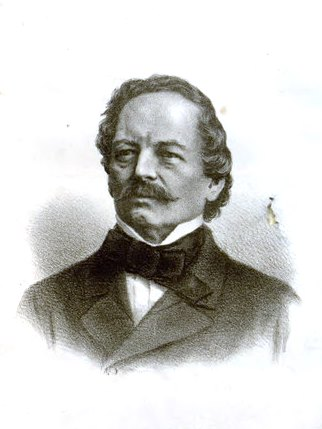
Friedrich Welwitsch

De acordo com o conceito infragenérico de Stanek (classificado abaixo do nível de gênero) do gênero Geastrum, a G. welwitschii é classificada na seção Basimyceliata, que inclui espécies nas quais a parte externa da camada micelial não incorpora areia e detritos incrustantes. Além disso, é classificado na subseção Laevistomata porque seu peristoma (uma abertura na parte superior do saco de esporos) é fibriloso (com fibrilas).

## Descrição
O basidioma maduro é de tamanho pequeno a médio, com um saco de esporos fornicado, o que significa que o saco de esporos é levantado no ar quando os feixes pressionam para baixo. Ao contrário de outros fungos estrelas da terra, a camada micelial não incrusta detritos à medida que o basidioma se desenvolve. O peristoma é uniforme e tem um limite indistinto. Os basidiomas jovens, imediatamente antes da abertura, são encontrados próximos à superfície do solo e são arredondados, com ou sem umbo, e presos ao substrato com um tufo ou cordão micelial basal. O basidioma expandido é de tamanho pequeno a médio. O exoperídio fornicado (perídio externo) tem a parte superior arqueada (camadas fibrosa e pseudoparenquimatosa) dividida em 4 a 7 feixes até a metade ou mais. O cálice micelial é livre (preso apenas em sua base), com 4 a 7 lóbulos mais ou menos bem desenvolvidos correspondentes aos 4 a 7 feixes. A largura do basidioma é de cerca de 20-35 mm e a altura é de cerca de 40-58 mm (incluindo o cálice micelial de 15-20 mm de altura). O diâmetro do exoperídio é de cerca de 39-72 mm.
A camada pseudoparenquimatosa (uma camada de células de paredes finas, geralmente angulares, dispostas aleatoriamente e bem compactadas) é inicialmente bege, depois marrom, na idade marrom-escura, rachada e, se úmida, marrom-avermelhada. A camada fibrosa é de cor bege, com seu lado externo livre da camada micelial, exceto nas pontas dos feixes. A camada micelial tem uma superfície externa marrom-bege a marrom-amarelada, feltrada a tufada, escurecendo para marrom-avermelhada se estiver úmida. Ela não é incrustada com detritos, mas alguns detritos e areia podem aderir. O lado interno é liso, opaco a um pouco brilhante e marrom avelã.
O saco de esporos é pedunculado e aproximadamente esférico, com um diâmetro de cerca de 8-20 mm. O pedúnculo é curto, mas distinto, com até 1,5 mm de altura, de cor bege clara e, as vezes, indistintamente desenvolvido. O endoperídio (perídio interno) é mais ou menos liso a olho nu, mas há pontas hifais densamente salientes, de marrom claro a marrom acinzentado. O peristoma é indistintamente delimitado (sem limites distintos) e a área da boca é fibrilosa. A columela não é bem desenvolvida e tem formato de taco a colunar; em seção transversal, é esbranquiçada a bege claro. A gleba madura é marrom e pulverulenta.
Os esporos são aproximadamente esféricos, as vezes contêm uma gota de óleo e medem de 4,5 a 5,5 μm de diâmetro. A microscopia eletrônica de varredura revelou que a superfície do esporo é coberta por estruturas semelhantes a colunas, com até 0,45 μm de altura, que podem ser mais ou menos confluentes.

### Espécies semelhantes

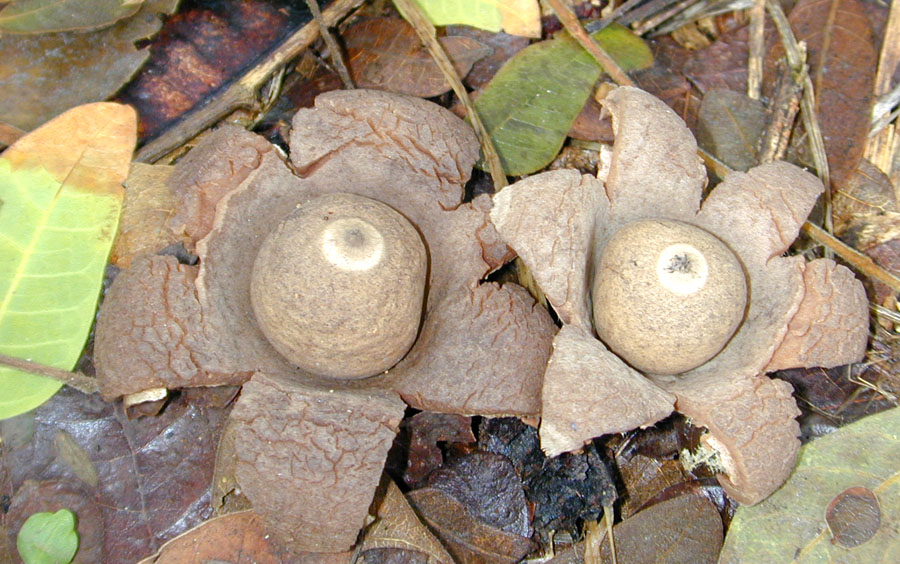
A Geastrum aff. welwitschii é encontrada no Havaí.

A Geastrum welwitschii é morfologicamente semelhante à G. fornicatum por ter exoperídios fornicados, em sua maioria de 3 a 6 feixes, e uma camada micelial em forma de cálice. A Geastrum welwitschii se distingue da G. fornicatum por seu cálice micelial epígeo com uma superfície externa feltrada ou tufada.
A Geastrum welwitschii também tem caracteres morfológicos semelhantes aos da G. minimum, com basidiomas pequenos, sacos de esporos esbranquiçados e peristomas fibrilosos. No entanto, a G. welwitschii se diferencia da G. minimum por seus feixes fornicados, em sua maioria 3-6, dos exoperídios e pela camada micelial que se solta facilmente da camada fibrosa para formar um cálice micelial. A G. welwitschii se distingue da G. entomophilum por seu endoperídio escuro e séssil e por esporos menores (2,8-3,5 μm).
De acordo com os micologistas Hemmes e Desjardin, a estrela da terra mais comum nas florestas costeiras de Casuarina do Havaí é uma espécie "intimamente aliada" à G. welwitschii, que eles chamam de Geastrum aff. welwitschii. Ela difere da espécie principal por suas verrugas piramidais muito mais grosseiras na superfície exoperidial, um basidioma endoperidial séssil e em forma de saco e esporos menores. Eles compararam a superfície externa rugosa do exoperídio a uma fruta de lichia.

## Habitat e distribuição
O fungo é saprófito e cresce no solo, em folhas ou em madeira em decomposição. Ele foi coletado na Espanha, Carolina do Sul, Flórida e Bermudas.

## Links externos
- Geastrum welwitschii em Index Fungorum
- Imagens em Mushroom Observer